# Charlottenburger Straße (Berlin-Weißensee)
Die Charlottenburger Straße liegt im Berliner Ortsteil Weißensee des Bezirks Pankow. Die Straße trägt diesen Namen nachweislich seit 1874. Die Bebauung mit Wohn- und Geschäftshäusern begann in den 1880er Jahren als sich Neu-Weißensee (Gründerviertel) ausdehnte. Einige gut erhaltene Gebäude sind in der Berliner Denkmaldatenbank enthalten.

## Namensherkunft
Vor 1874 war eine (zunächst) namenlose Privatstraße von den Grundstücksbesitzern angelegt worden. Sie wurde am 17. September 1875 in Neu-Weißensee mit dem Namen Charlottenburger Straße für öffentlich erklärt. Für dieses Gründerviertel – eine Ortslage in Weißensee – wurden für Straßenbezeichnungen die Namen von Gründern vergeben. Es wurden Straßen nach lokalen Personen benannt, die sich um die Entwicklung und den Ausbau von Weißensee während der Gründerzeit verdient gemacht hatten. Wie in anderen Berliner Ortsteilen nahmen die Grundstückseigentümer und Immobilienspekulanten wiederum Einfluss auf die Namenswahl, die durch Bürgermeister oder Landkreis amtlich gemacht wurden. Die Charlottenburger Straße bildet von der Personenwahl eine Ausnahme. Sie wurde nach der damaligen Großstadt Charlottenburg benannt. In diesem Ort hatte Hermann Roelcke sein Vermögen als Kunstgärtner mit seiner Charlottenburger Gärtnerei erwirtschaftet. Mit diesem Geld engagierte er sich in Weißensee an der Bodenspekulation.

## Geschichte
Die Straße war vor 1874 angelegt worden. 1882 ist auf dem Situationsplan von Berlin die Charlottenburger Straße in der bestehenden Lage von der Parkstraße (damals: Lüdersdorffstraße) an die Gustav-Adolph Straße verzeichnet. Der westliche Anschluss zur Straße nach Heinersdorf (als Chaussee eingezeichnet) heißt auf der Karte von 1882 Schülerstraße, alternativ war der Name Magnusstraße im Gebrauch. Die Magnusstraße ist benannt nach dem Bankier Victor Karl Freiherr von Magnus (1830–1872), einem engen Geschäftsfreund von Gustav Adolf Schön und Johann Eduard Langhans. Sie saßen mit ihnen gemeinsam in den Aufsichtsräten mehrerer Aktiengesellschaften. Magnus war Schön behilflich, finanzielle Mittel für seine Weißenseer Bodenspekulation zu beschaffen.
Mit der Bebauung des Westteils wurde die Magnus- / Schülerstraße 1878 in die Charlottenburger Straße einbezogen. Die Grundstückszählung in Hufeisennummerierung von 1 ab Parkstraße und zurück zur Südostecke mit 142 (74 auf 75 an der Heinersdorfer Straße) entstand mit dem Anlegen der Straße, wurde jedoch in der Parzellierung auf der Straßenlänge verschoben.
Im Adressbuch 1894 ist die Charlottenburger Straße von der Parkstraße (1), über Gäblerstraße (18, 20), Wilhelmstraße (26, 27), Rölckestraße (43, 44), Friesickestraße (60, 61), Gustav Adolphstraße (75, 76), Generalstraße (87, 88), Heinersdorfer Weg (94 auf zurück 95), Generalstraße (99, 100), Gustav Adolphstraße (111, 112), Goethestraße (118, 119), Friesickestraße (128, 129), Rölckestraße (142, 143), Wilhelmstraße (156, 157), Friedrichstraße (163, 164), Parkstraße (176) verzeichnet. 20 Jahre später war die Charlottenburger Straße als Zwischenstraße von Pistorius- und Langhansstraße noch gering entwickelt. Im Adressbuch 1914 vor dem Ersten Weltkrieg für den Vorort Berlin-Weißensee ist der gleiche Verlauf notiert, allerdings bestanden immer noch Baustellen.
Die ursprüngliche Wohnbebauung unter den Hausnummern 1–3, 91, 93, 94, 106a–110a und 141/142 steht unter Denkmalschutz. Die Gebäude entstanden zwischen 1886 und den 1920er Jahren nach Plänen namhafter Architekten. Hervorhebenswerte Einzelgebäude sind ein früheres Postamt (Nr. 140 Ecke Tassostraße) und das historische Gebäude der Allgemeinen Ortskrankenkasse (Nr. 27/28). Letzteres wurde in den 1960er bis 1980er Jahren (zu DDR-Zeiten) als Poliklinik genutzt.

## Straßenverlauf und Nummerierung

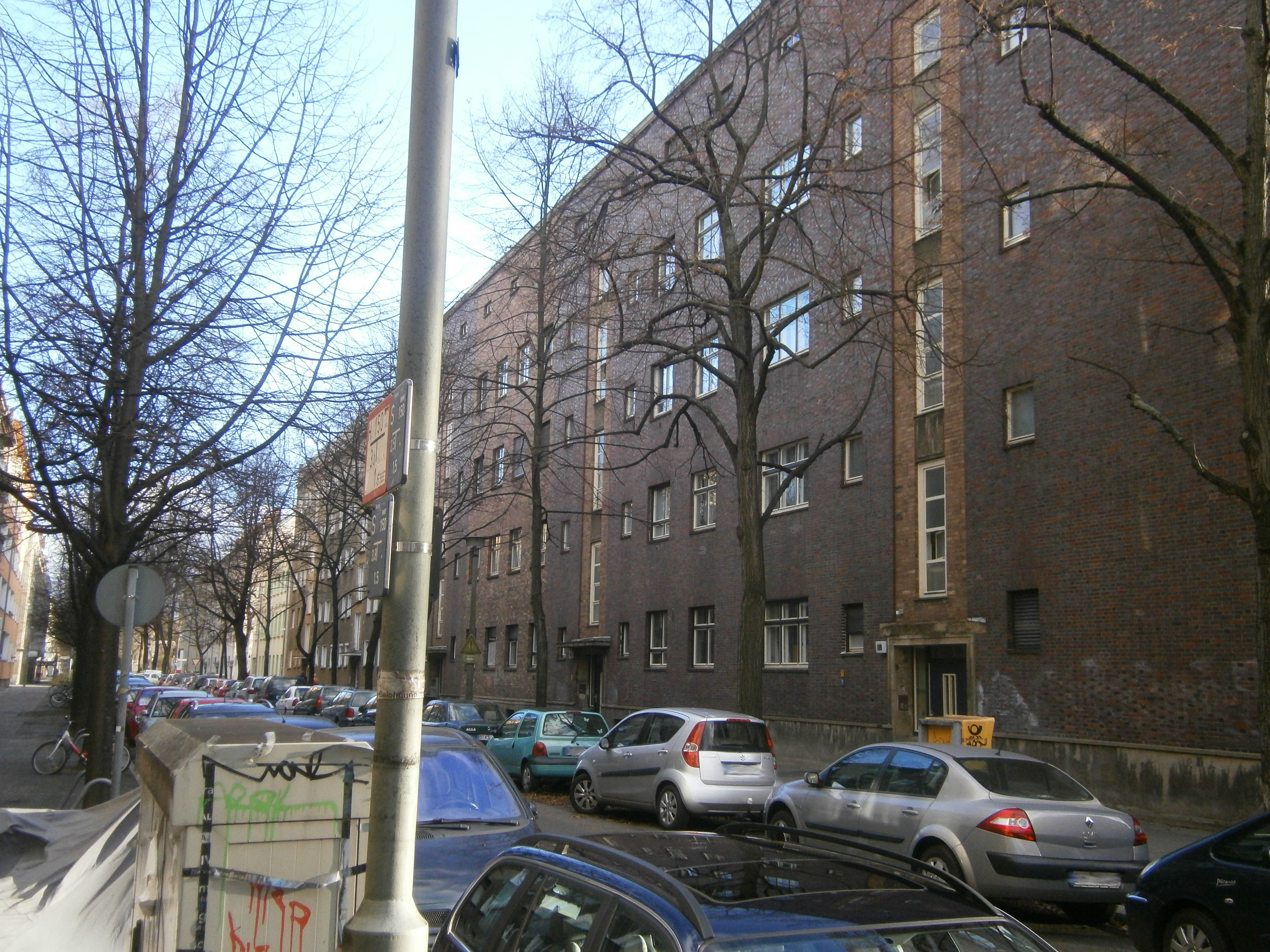
Südseite mit den Bauten der Karstadt-Siedlung

Die Charlottenburger Straße verläuft parallel zur Pistoriusstraße (nördlicher) und der südlicheren Langhansstraße und nimmt den Lauf zwischen der Heinersdorfer Straße und Parkstraße in Weißensee. Von der Parkstraße beginnend  kreuzt die Tassostraße, tangiert sie den Pistoriusplatz, quert die Max-Steinke-Straße an der Ecke mit der südwestlich liegenden Börnestraße (das Eckgrundstück zu den Nachbarstraßen), Behaimstraße, Roelckestraße, Friesickestraße, nur südlich anliegend die Goethestraße und kreuzt noch Gustav-Adolf-Straße und Jacobsohnstraße, bevor sie ihren nordwestlichsten Punkt  an der Heinersdorfer Straße erreicht. Die Nummerierung der Grundstücke und Hauseingänge erfolgt in Hufeisenform, beginnend an der Nordecke mit der Parkstraße auf der nordöstlichen Straßenseite bis zum Wendepunkt an der Heinersdorfer Straße bei Nummer 74. Von dort läuft die Zählung zurück von 75 bis Nummer 142.
Die im Berliner Straßennetz (OKSTRA-Klasse: G, RBS-Klasse: STRA) als 40505 nummerierte und im Straßenentwicklungsplan unkategorisierte Straße besitzt einen „unbeachteten“ (besser schlechten) Zustand mit Bauten aus der Anfangs- und der jüngsten Zeit. „Der südliche Gehweg der Charlottenburger Straße ist eine richtige Holperpiste. ‚Er ist in einem miserablen Zustand‘, meint Brigitte Schaffmann, die an dieser Straße eine Pension betreibt. ‚Baumwurzeln drücken den Asphalt so hoch, dass Stolpergefahr besteht‘.“ Für den gesamten südliche Gehweg reichen die Straßenunterhaltungsmitteln des Bezirks nicht, aber es werden nach zahlreichen „Buddeleien“ umfangreiche Reparaturarbeiten im Gehwegbereich der Charlottenburger Straße durchgeführt werden. Für die Baulücke 24/25 besteht ein Projekt für den Neubau eines fünfgeschossigen Mehrfamilienhauses mit Penthouseetage und Tiefgarage.
Es ist eine ruhige Wohnstraße mit wenig Autoverkehr. In der Berliner Bewertung ist sie als gute Wohnlage eingestuft und besitzt gemischte Bebauung mit Kleingewerbe.
Es ist für die Zählung der Grundstücke noch eine Besonderheit bei der Änderung der Nummerierung zu erwähnen. Während andere Straßen in Weißensee von der alten fortlaufenden Hufeisen- auf wechselseitige Orientierungsnummerierung umgestellt wurden, wurde die Charlottenburger Straße lediglich neu nummeriert und die Katastergröße geändert.
| anliegende oder kreuzende Straße  | „Hufeisen“zählung Nordseite | „Hufeisen“zählung Nordseite | (N) | „Hufeisen“zählung Südseite | „Hufeisen“zählung Südseite | (S) |
| anliegende oder kreuzende Straße  | bis 1919                    | seit 1920                   | (N) | bis 1919                   | seit 1920                  | (S) |
| Parkstraße                        | 1                           | 1                           |     | 173 (176)                  | 142                        |     |
| Tassostraße                       | 2/3                         | 2/3                         | 7   | 169/170                    | 140/141                    | 2   |
| Gäblerstraße (Max-Steinke-Straße) | 18/19                       | 11/12                       | 2   | 163/164                    | 133/134                    | −1  |
| Friedrichstraße (Börnestraße)     | *                           | *                           |     | 163/164                    | 133/134                    |     |
| Wilhelmstraße (Behaimstraße)      | 26/27                       | 17/18                       | 3   | 156/157                    | 126/127                    |     |
| Rölckestraße                      | 43/44                       | 31/32                       | 5   | 142/143                    | 112/113                    | −3  |
| Straße 50 (Eilveser Straße)       | *                           | *                           |     | 141/142                    | 108/109                    | 8   |
| Friesickestraße                   | 60/61                       | 43/44                       | 2   | 128/129                    | 103/104                    | 5   |
| Goethestraße                      | *                           | *                           |     | 118/119                    | 98/99                      |     |
| Gustav-Adolf-Straße               | 75/76                       | 56/57                       | 1   | 111/112                    | 91/92                      |     |
| Generalstraße (Jacobsohnstraße)   | 87/88                       | 67/68                       |     | 99/100                     | 79/80                      |     |
| Heinersdorfer Straße              | 94                          | 74                          |     | 95                         | 75                         |     |

In der ersten und zweiten Spalte ist die Zahl der begrenzenden Grundstücke getrennt durch „/“ notiert. In der jeweils dritten Spalte sind zur besseren Übersichtlichkeit die Änderungen der Grundsücksanzahl zwischen den Straßen aufgeführt. Bestimmt gegenüber der in der Tabelle vorherigen Straße (hin und zurück).

## Anliegende Grundstücke und Gebäude

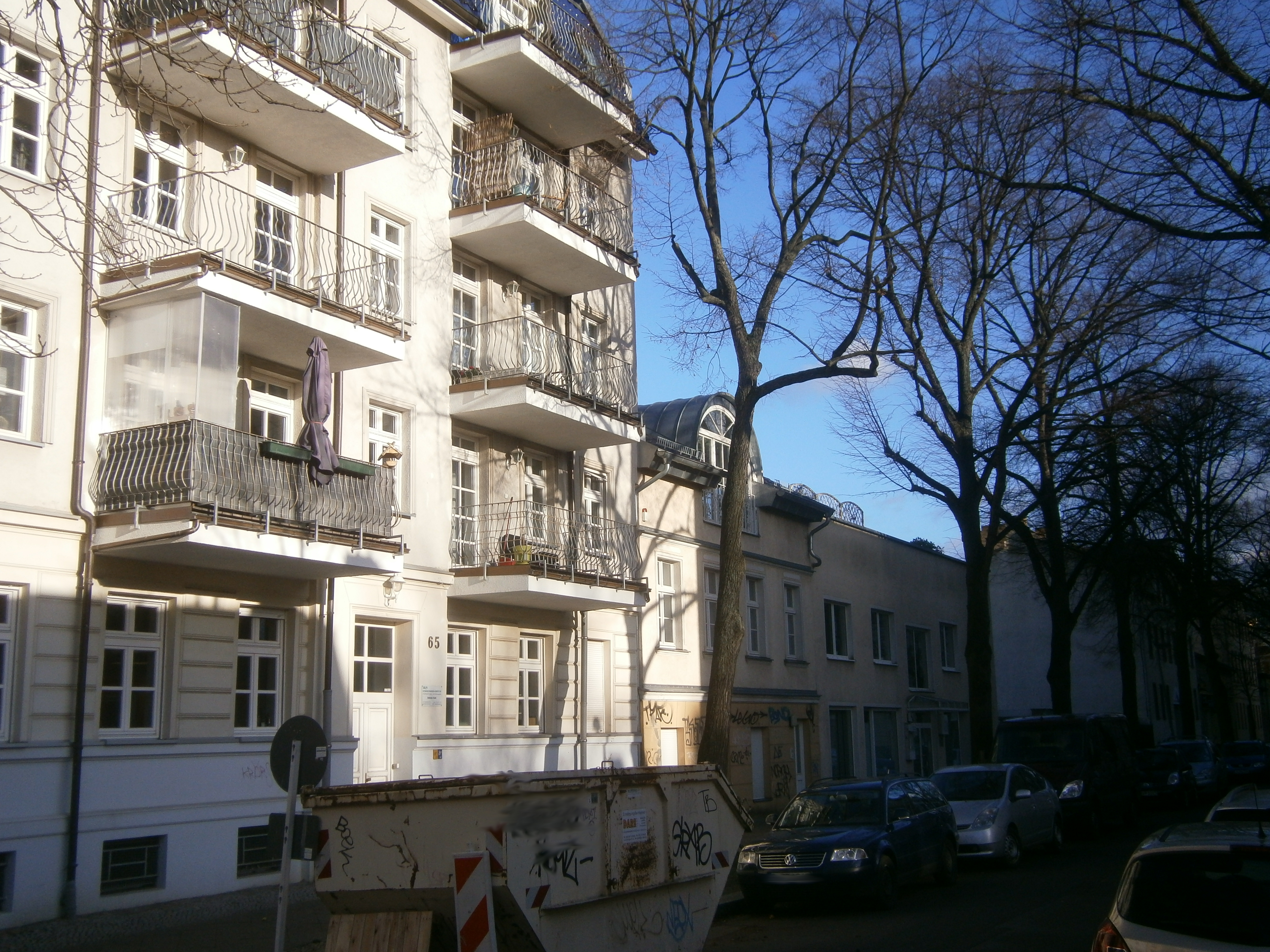
Unterschiedliche Bebauung entlang der Straße

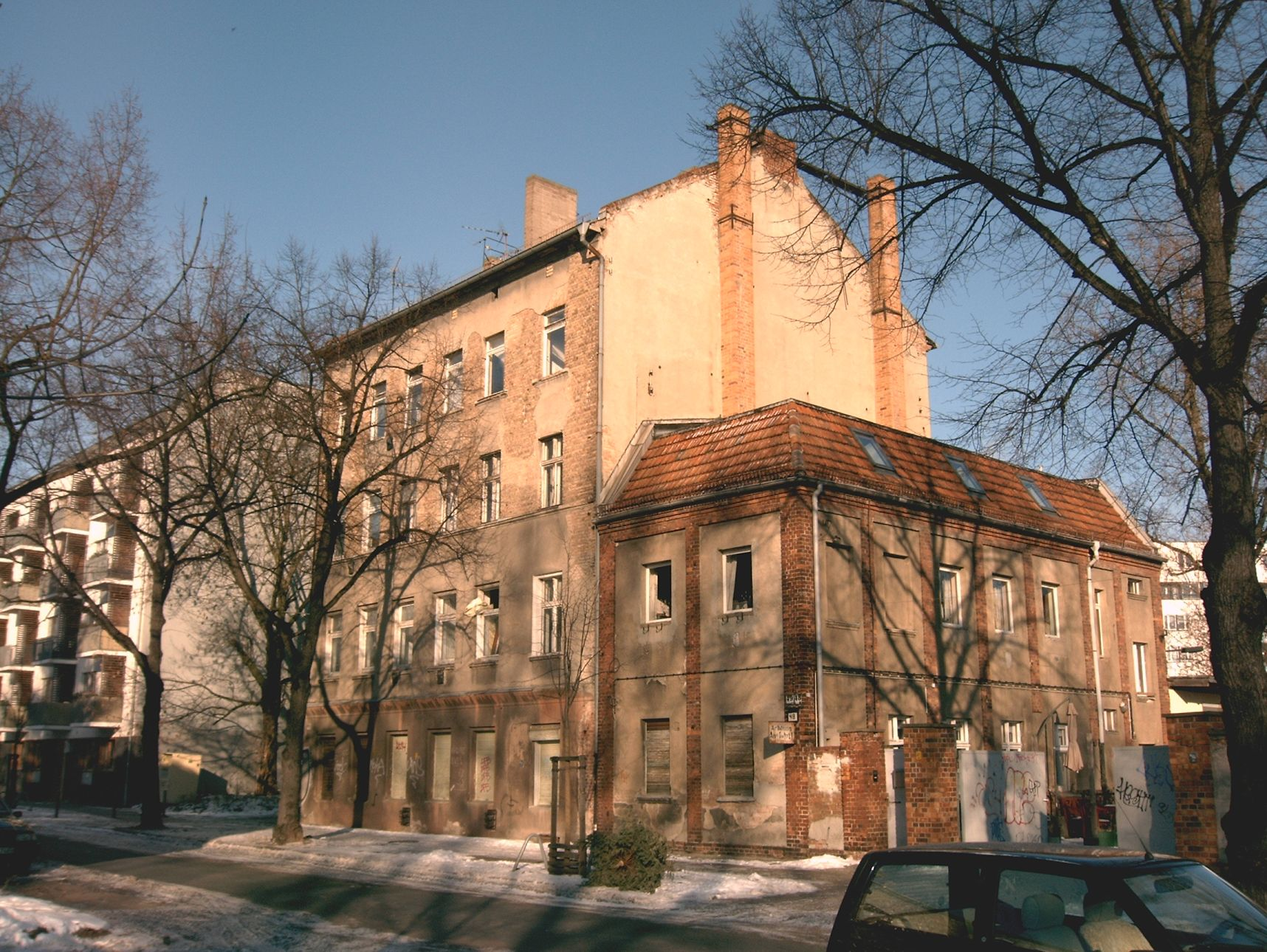
Gebäude in der Charlottenburger Straße

Die Wohnbebauung unter den Hausnummern 1–3, 91–94, 106a–110a und 141/142 steht unter Denkmalschutz. Die Wohn- und Mietshäuser Charlottenburger Straße 1–3 (Ecke Tassostraße), 9 und 10 (am Pistoriusplatz) sowie an der Südseite 141/142 und das Amtsgebäude 140 gehören zum Ensemble „Gemeindeforum am Kreuzpfuhl“. Das ehemalige Hauptpostamt Weißensee in der Charlottenburger Straße 140 (Ecke Tassostraße 17) ist als Einzelobjekt ausgewiesen und wurde 1914–1915 von der Kaiserlichen Ober-Postdirektion Berlin errichtet. Ensembleteil ist die Eckbebauung (Nr. 9 und 10) mit der Wohnanlage am Pistoriusplatz von der Pankower Heimstätten GmbH 1930–1932 erbaut. Die Mietshausanlage auf dem Karree Tasso-, Parkstraße, Berliner Allee und Charlottenburger Straße (1–3, 141, 142) aus den Jahren 1910–1916 wurde von Carl James Bühring (Architekt) entworfen.
In der westlichen Charlottenburger Straße (91–94) gehören sie zur Mietshausgruppe des Ensembles Gustav-Adolf-Straße. Im Jahr 1886 wurde die Nummer 91 errichtet. Das Mietshaus Gustav-Adolf-Straße 24a (Charlottenburger Straße 92) wurde 1888–1889 vom Bauunternehmer Theodor Gehrke als Bauherr ausgeführt, gleichfalls das Haus 93 aus dem Jahre 1887 und im Jahr 1887/1888 erfolgte der Bau von Charlottenburger 94.
Die Wohnanlage Charlottenburger (106a–110a), Eilveser, Scharnweberstraße und Ettersburger Weg wurde 1929/1930 für die Rudolf Karstadt AG errichtet.
Hervorhebenswertes Einzelgebäude (Nr. 27/28) ist das AOK-Gebäude, das zu DDR-Zeiten als Poliklinik genutzt wurde. Der Bau (mit dem hinteren Badehaus) wurde von der Allgemeinen Ortskrankenkasse als Versicherungsgebäude veranlasst und 1927/1928 erbaut und 1929 umgebaut.
In der Denkmalliste ist weiterhin die „Lackfabrik Warnecke und Böhm“ an der Ecke Goethestraße aufgenommen. Die Gesamtanlage liegt Charlottenburger Straße 99/100 ist jedoch als Goethestraße 50/52/54 adressiert. Sie wurde 1921/1922, 1928 und 1939/1940 errichtet und war in den 1960er bis 1980er Jahren eine Betriebsstelle der VVB Lacke und Farben.
Im Zweiten Weltkrieg gab es durch alliierte Luftangriffe einige gravierende Schäden im Straßenverlauf, so war die relativ geschlossene nördliche Straßenfront aus der Zeit der Jahrhundertwende im Bereich Charlottenburger 35–42 durch einige Totalschäden an Häusern durchbrochen. In diesen Bereichen wurden nach Vorplanungen seit 1955 „Lückenbauten“ (Schließen von Baulücken) eingefügt, die frühen Typenwohnhäusern der DDR entsprachen. Offene und relativ anspruchsvolle Ecklösungen entstanden an den Straßenecken zur Friesicke- und zur Roelckestraße. In diesem Zusammenhang wurde ein spezieller Anschluss an die Bauten der Ecke der Eilveser Straße aus der klassischen Moderne geschaffen: Die Charlottenburger Straße 111 und 111a erhielten durch den Architekten Wolfgang Radke beim Bau des Wohnhauses im Jahre 1957 bewusst ein Flachdach, während alle anderen Lückenbauten in Weißensee ein Spitzdach tragen.
An der Charlottenburger Straße liegen verschiedene öffentliche Einrichtungen in Trägerschaft der kommunalen Verwaltung oder von Parteien.
- Nr.   61: „Charlottenhof“, Freizeit- und Begegnungsstätte für ältere Bürger
- Nr. 117: Jugendklub „Maxim“, Kinder- und Jugendfreizeiteinrichtung[38]
- Nr. 120: Erweiterungsbau des Katholischen Gymnasiums Theresienschule mit der Hauptfront hinter der Katholischen Kirche an der Behaimstraße
- Nr. 140: Postfiliale im Gebäude des Postamts Weißensee (vormals: PLZ 1020)

Einige Grundstücke werden nach wie vor gewerblich und von Ärzten als Praxisräume genutzt.